# Siegfried (Eppstein)
Siegfried von Eppstein (* etwa 1256, † 1332) war ein Adliger der jüngeren Linie des Hauses Eppstein. Die Eppsteiner, denen im Spätmittelalter der Aufbau einer der bedeutendsten Adelsherrschaften in Hessen gelang und die bereits um 1200 reich begütert in Spessart, Taunus und Wetterau waren, waren als Herren hochadlig und stellten im 13. Jahrhundert gleich vier Mainzer Erzbischöfe und Kurfürsten.

## Familie
Siegfried von Eppstein war der Sohn von Gottfried III. von Eppstein und dessen Frau Mechthild von Isenburg-Wied.
Aus seiner Ehe mit Isengard von Falkenstein gingen folgende Kinder hervor:
- Gottfried IV. von Eppstein (* etwa 1280, † 1330)

## Leben
Das Pontifikat von Siegfrieds Onkel Gerhard II. von Eppstein als Mainzer Erzbischof und Kurfürst (1289 bis 1305) beeinflusste die Regentschaft in Eppstein erheblich: Gerhard II. zog seinen Bruder Gottfried III. und seinen Neffen Siegfried erheblich in die Dienste des Erzstifts mit ein und verband die erzbischöfliche Politik mit der Familienpolitik des Hauses Eppstein.
Siegfried und sein Vater Gottfried III. profitierten auch von der Wahlkapitulation des Kurfürsten Gerhard II. von Eppstein mit dem von 1292 bis 1298 regierenden römisch-deutschen König Adolf von Nassau. So wurde Siegfried wurde zum Burgmann in Friedberg ernannt, womit die Eppsteiner einen wichtigen Stützpunkt in der Wetterau gewannen. Der Dienst für das Erzstift brachte jedoch nicht nur territoriale und finanzielle Gewinne für die Eppsteiner mit sich, sondern beanspruchte die Familie auch finanziell erheblich und führte dazu, dass Siegfried umfangreiche Verkäufe tätigen musste.
Sein Onkel Gerhard II. unterstützte zwar die Wahl von Albrecht I. von Habsburg als römisch-deutschem König (1298 bis 1308), überwarf sich aber recht schnell mit ihm mit der Konsequenz, dass sich Siegfried am 15. Oktober 1301 in einer kriegerischen Auseinandersetzung mit dem königlichen Heer bei Flörsheim am Main unterwerfen musste und wohl nur durch die Zahlung eines Lösegeldes wieder auf freien Fuß kam.